# Davidsonia (revista)
Davidsonia es una revista con ilustraciones y descripciones botánicas editada en Vancouver desde el año 1970.
Davidsonia es una revista científica publicado por la Universidad de British Columbia Jardín Botánico. Se especializa en la historia natural botánica del Océano Pacífico Noroeste y en la horticultura y la conservación de las plantas. Lleva el nombre de John Davidson, un pionero botánico en la Columbia Británica, y no tiene ninguna conexión con el género de plantas Davidsonia que lleva el nombre del botánico no relacionado, J.E.Davidson. El redactor jefe es Iain Taylor.

## Historia de la publicación
La edición impresa de Davidsonia se publicó desde 1970 hasta 1981. La revista fue restablecida en el año 2002 como una revista de acceso abierto en línea.